# Stadio Giuseppe Raffaele Macrì
Lo stadio comunale Barone Giuseppe Raffaele Macrì (già noto semplicemente come "Comunale" fino al 2018), è lo stadio di calcio che ospita le partite casalinghe dell'A.C. Locri 1909. Situato a Locri, in via Cusmano, è dotato di terreno in erba sintetica di ultima generazione.

## Storia
Ristrutturato nel 2001-02, rispetto allo stadio precedente, che era in terra battuta con solo una tribuna laterale da 800 posti, presenta una maggiore capienze ed oggi è considerato uno dei migliori impianti della provincia di Reggio Calabria. All'inaugurazione del nuovo comunale partecipò la Reggina che sconfisse i padroni di casa per 2-0 in uno stadio tutto esaurito.
Il 20 settembre 2006 ha ospitato l'Italia Under-19 che ha sconfitto il Cipro Under-19 per 3-0.
Nel mese di novembre del 2018 (in occasione dell'incontro valevole per il campionato di Serie D tra il Locri e la Cittanovese), l'impianto è stato reso fruibile alla locale squadra di calcio e al pubblico dopo un periodo di chiusura dovuto ai lavori di ristrutturazione che hanno permesso la posa del manto in erba sintetica di ultima generazione. Contestualmente, l'impianto è stato intitolato al "Barone" Giuseppe Raffaele Macrì, donatore del terreno ove sorge lo stadio.